# Anne Redpath
Anne Redpath (1895–1965) fue una artista escocesa cuyos vívidos bodegones domésticos se encuentran entre sus obras más conocidas.

## Trayectoria
El padre de Redpath era un diseñador de tweed en las fronteras escocesas. Ella creía que había una conexión entre el uso del color por parte de su padre y el suyo. "Trabajo con una mancha de rojo o amarillo en una armonía de gris, que es lo que hacía mi padre en su tweed". Los Redpaths se mudaron de Galashiels a Hawick cuando Anne tenía unos seis años. Cuando terminó de estudiar en la Hawick High School, fue al Edinburgh College of Art en 1913. Sus estudios de posgrado posibilitaron que recibiera una beca que le permitió viajar por el continente durante 1919, visitando Brujas, París, Florencia y Siena. 
Al año siguiente, en 1920, se casó con James Michie, que era arquitecto, y se fueron a vivir a Pas-de-Calais, donde nacieron sus dos primeros hijos. El mayor de ellos es el pintor y escultor Alastair Michie. En 1924, se mudaron al sur de Francia, y en 1928 tuvieron un tercer hijo: el artista David Michie. 
En 1934 regresó a Hawick. Redpath pudo en seguida empezar a exponer sus obras en Edimburgo, y fue presidente de la Sociedad Escocesa de Mujeres Artistas entre 1944 y 1947. La Real Academia Escocesa la admitió como socia en 1947, y en 1952, se convirtió en la primera mujer académica. En 1955, la condecoraron con la Orden del Imperio Británico (OBE) por su trabajo como "Artista" y "Miembro del Consejo de Administración del Colegio de Arte de Edimburgo".  
Con sus hijos ya mayores y dada su activa participación en los círculos artísticos de Edimburgo, se mudó a vivir a la ciudad a finales de la década de 1940. En la década de los '50 y principios de los '60, también viajó por Europa, pintando en España, en las Islas Canarias, Córcega, Bretaña, Venecia y otros lugares. 
Hay una placa conmemorativa en la casa donde vivió en London Street número 7 en Edimburgo.

## Pintura
Redpath es conocida fundamentalmente por sus bodegones, en los que objetos familiares del hogar - una silla, una taza - se convierten en un diseño "bidimensional". Utilizó textiles (un mantel estampado, una bufanda con topos) para agregar un patrón dentro del patrón. The Indian Rug, La alfombra india, también conocida como Red Shoes, Zapatos rojos, es un buen ejemplo de este tipo de pinturas. Se ve la influencia de Matisse en sus atrevidos arreglos interiores sin profundidad. Los críticos ven otra influencia en los tableros de mesa que se ladean para adaptarse al diseño, mostrando una perspectiva no convencional: la de las pinturas medievales de Siena que la impresionaron en su primer viaje al extranjero. En aquel momento descubrió por primera vez la riqueza de las imágenes católicas (desconocidas hasta entonces para una joven que había sido educada como protestante escocesa), un tema que ella exploraría en su último trabajo. 
A ella y a un grupo de sus contemporáneos se les conoce a veces como La Escuela de Edinburgo. Podrían ser considerados como los "herederos" de los Coloristas Escoceses : La obra The Orange Chair (La Silla Naranja) de Redpath, sería una de esas obras que remite a esa herencia colorista. 
Durante sus años en Francia (1920–1933), la pintura de Redpath se vio limitada por los compromisos familiares, pero produjo suficientes obras para llevar a cabo exposiciones en 1921 y 1928. También decoraba muebles con brillantes patrones de flores y pájaros (Ver Still Life with Painted Chest, Bodegón con cofre pintado). Más tarde habría muchas pinturas con temática floral: en jarrones, o creciendo exhuberantemente en la naturaleza (The Poppy Field, El campo de amapolas). Redpath se vio muy influenciada por los gustos de Matisse y Bonnard . 
A su regreso a Escocia en 1934, comenzó a hacer bocetos en el campo alrededor de Hawick, y pintó paisajes con un aspecto más apagado de lo que había sido gran parte de su trabajo: véase por ejemplo Frosty Morning (Mañana Glacial), o Trow Mill (Molino) (1936). A principios de la década de 1940, The Indian Rug (La Alfombra India) demostró que estaba desarrollando el enfoque más libre e individual que se ha descrito anteriormente. Otras obras que representan este estilo serían por ejemplo The Mantelpiece (el Mantel) y Still Life with Table (Bodegón con mesa). 
Su autorretrato de alrededor de 1943 se lo pidió Ruth Borchard, que creó una colección de 100 autorretratos de artistas británicos modernos. Redpath envió a Borchard la pintura en 1964, preocupándose de poner la fecha como 1943 porque no quería que la gente pensara que se había pintado 20 años más joven. Una amiga que viajó a España con Redpath en 1951 describía así su aspecto: "Anne se parecía a la reina Victoria; el cabello negro se separaba correctamente en el centro y el moño detrás, ¡pero se vestía con ropa de colores!". La severidad formal del retrato se mitiga de manera similar con toques de color introducidos de la misma manera que su padre introducía hilos de vivos colores en sus tweed, por lo demás bastante sobrios.
Window in Menton (Ventana en Menton), pintada en 1948, y una de las obras favoritas de la propia Redpath, también muestra una  superficie en relieve con elementos familiares (flores, silla, papel de pared pintado), pero aquí una mujer sentada mira hacia una ventana abierta de cuerpo entero. La vista es de una colina con casas y árboles. 
Redpath pintó más colinas, como Les Tourettes (1962), que realizó mientras viajaba en los últimos años de su vida, pero su interés se mantuvo a menudo en los interiores. Su Courtyard in Venice (Patio en Venecia) (1964) es otra vista desde adentro que mira hacia afuera. 
Algunas de sus últimas obras reflejan influencias religiosas, especialmente pinturas de altares como The Chapel of St Jean - Treboul (La Capilla de San Juan - Treboul) (1954) y Venetian Altar (Altar Veneciano). Estas obras fueron muy apreciados por comentaristas que admiraban su trabajo maduro incluso más que las piezas de la década de los '40. 

## Exposiciones
La Portland Gallery realizó una gran exposición de obras de Redpath en julio de 2008. 

## Otras lecturas
- Bourne, Patrick Anne Redpath 1895–1965: su vida y obra (Edimburgo: Bourne Fine Art en asociación con The Portland Gallery, 1989)
- Bruce, George Anne Redpath (1974)
- Catálogo de exposiciones, Galería Nacional de Arte Moderno, Edimburgo (1975)
- Long, Philip Anne Redpath, 1895-1965 (Galerías Nacionales de Escocia, 1996)
- Jones, Ruth Anne Redpath en el Diccionario Oxford de Biografía Nacional